# Mont-Bertrand
Mont-Bertrand är en kommun i departementet Calvados i regionen Normandie i norra Frankrike. Kommunen ligger i kantonen Le Bény-Bocage som ligger i arrondissementet Vire. År 2018 hade Mont-Bertrand 248 invånare.

## Befolkningsutveckling
Antalet invånare i kommunen Mont-Bertrand
Referens:INSEE